# Citole
A citole (francia, kiejtése kb. „szitol”) középkori húros, pengetős hangszer, a fidulával rokon lantféle. Négy húrját pengetővel szólaltatták meg. Fénykora 1200–1350 között volt, mibenlétére szinte csak a képi ábrázolásai alapján lehet következtetni. A közelmúltig a zenetudomány a hangszert tévesen a guiterne hangszernévvel kapcsolta össze. Neve a latin cithara hangszernévre vezethető vissza. A 15. században a citole-ból fejlődött ki a ciszter.

## Leírása
A citole teste dobozszerű, kávás felépítésű, de nem lapokból van összeállítva, mint a későbbi gitár, hanem – hasonlóan a guiterne-hez vagy a középkori fidulákhoz – nyakával, hangolófejével együtt egyetlen darab fából van kifaragva. Testének körvonala nagyon változatos, de négy forma a leggyakoribb:
1. „ásóforma” felfelé ívelt, csúcsban végződő vállakkal;
2. „fidulaszerű”, ovális, egyenes vagy enyhén konkáv oldallal;
3. „magyallevél” forma hat csúcsban találkozó egyenes vagy enyhén konkáv oldallal;
4. „vállas” forma a második típusú ovális alsó résszel és a harmadik típusú vállrésszel.

Mind a négy formánál a test alsó részén faragott nyúlvány látható, ami a húrok alsó rögzítési pontja. A háta lapos, a tetővel nem párhuzamos, a test oldalnézetben a nyaktól kiindulva lefelé ékszerűen vékonyodik. A hangolófej lehet egyenes, enyhén vagy derékszögben megtört, vagy lehet ívesen visszahajló, faragott állatfejjel a végén. Az egyenes hangolófejnek három formája fordul elő:
1. kerek vagy egyenes szélű, lapos, elülső állású kulcsokkal;
2. kerek körvonalú, hátul nyitott doboz, amibe a kulcsok elölről illeszkednek, a húrok a doboz belsejében tekerednek rájuk;
3. keskeny, egyenes szélű doboz oldalsó állású kulcsokkal.

A hátratört hangolófej gyakran egy második, megerősítést szolgáló nyakkal is csatlakozik a testhez, de létezik olyan megoldás, amikor a hangolófej és a test közötti rész teljesen ki van töltve, csak a hüvelykujj számára van egy nyílás kialakítva. A 13. századtól rendszerint a fogólap síkja a tető fölött van, föléje nyúlik.
A tetőn vagy egyetlen központi, rozettával díszített hanglyuk van, ez esetben a húrláb a tető alján látható, vagy a középen elhelyezett húrláb két oldalán szimmetrikusan van vágva két nyílás, ahogy a fidulánál szokás.
A négy, ritkábban három vagy öt húr vagy közvetlenül vagy húrtartó közvetítésével az alsó nyúlványhoz csatlakozik. Egy 14. századi forrás szerint a húrok juhbélből vannak, Johannes Tinctoris viszont fémhúrokról ír. Az ábrázolásokon a hangszeren nagy méretű, csontból vagy elefántcsontból készült, néha faragással díszített pengetővel játszanak.

## Története
A citole eredetével kapcsolatban sok a bizonytalanság. Az egyik elképzelés szerint a citole az antik kitharából alakult ki oly módon, hogy a járomlant két karja közé fogólapot illesztettek – Kopasz Károly bibliájában látható ilyen hangszer ábrázolása –, majd a statikai szerepüket vesztett karokat levágták, de csonkjai megmaradtak; ez az utrechti zsoltároskönyv egy képén és a későbbi „ásó alakú”, csúcsban végződő vállú citole-okon is felismerhető. Más elképzelés abból indul ki, hogy a citole „vállas” formaváltozata nagyon hasonlít a stuttgarti zsoltároskönyvben ábrázolt hangszerhez, amely nem hozható kapcsolatba a kitharával, sokkal inkább a korabeli fidulákkal rokonítható.

Karoling-kori pengetős hangszerek és a korai citole
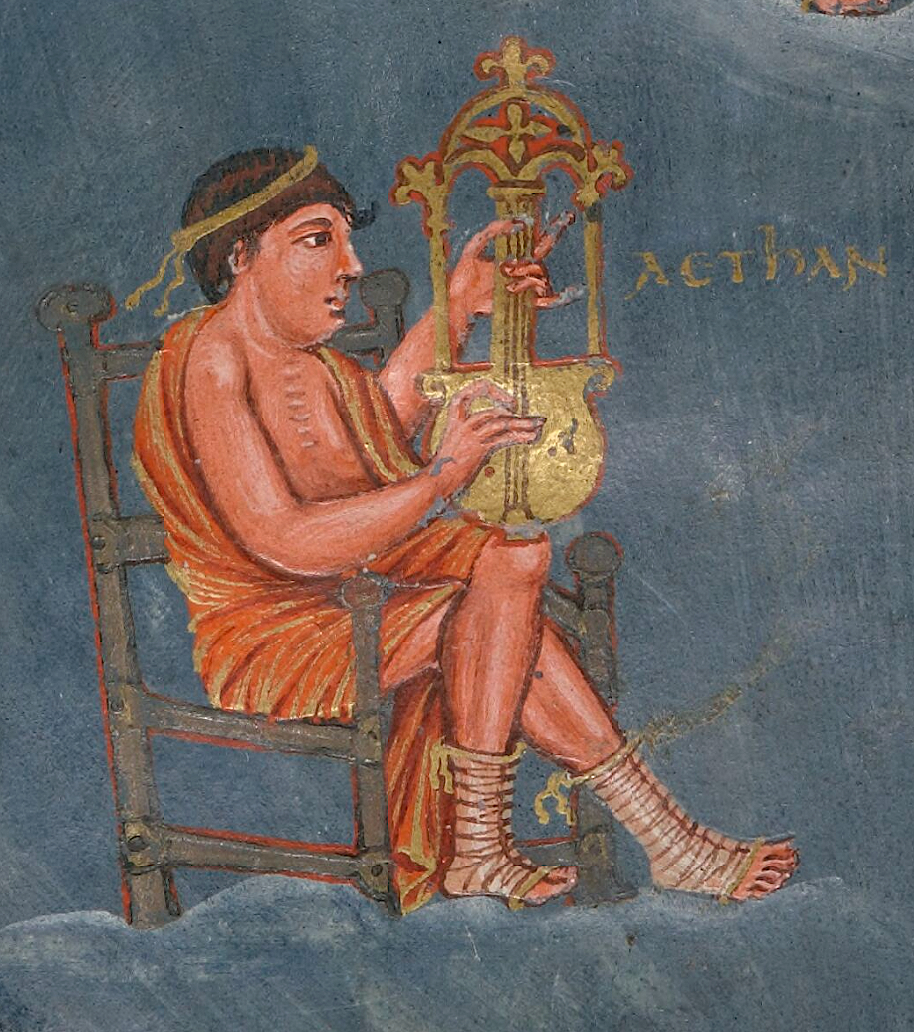
Fogólapos líra Kopasz Károly bibliájában, 9. század
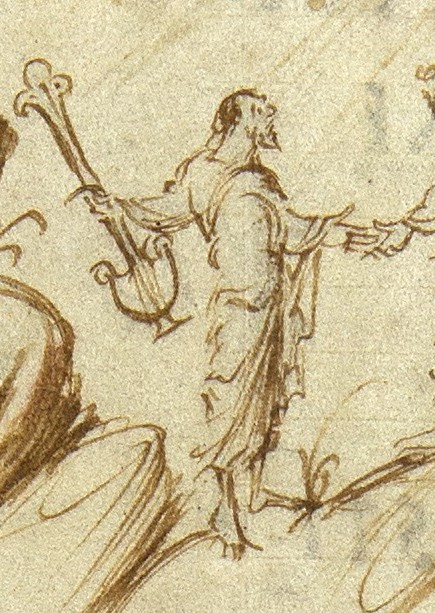
Pengetős hangszer, utrechti zsoltárkönyv, Reims, 9–10. század
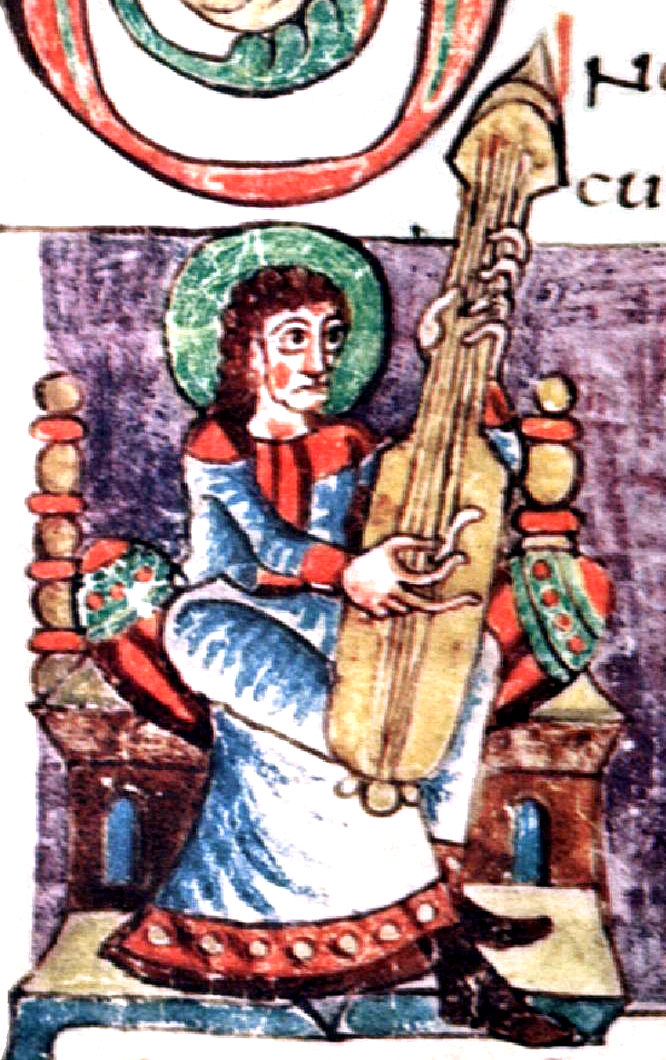
Pengetős hangszer, stuttgarti zsoltárkönyv, 9. század
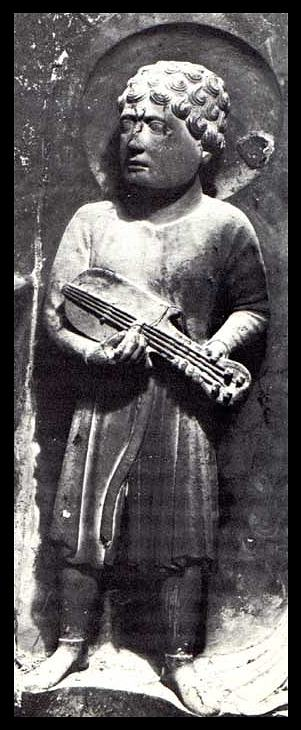
Citole Benedetto Antelami (kb. 1150 – kb. 1230) egy faragványán. Parma, kb. 1198

A tisztánlátást nehezíti, hogy a Karoling-kori hangszerek és a citole 12. századi első ismert ábrázolásai között 200 év kihagyás van, e közbenső évszázadok ikonográfiájából hiányoznak az átmeneti típusok. A 9–13. századi Beatus-kéziratokban található erősen stilizált lantábrázolások áthidalhatják ezt a hiátust, amennyiben ezek a citole „fidulaszerű” változataiként azonosíthatóak.

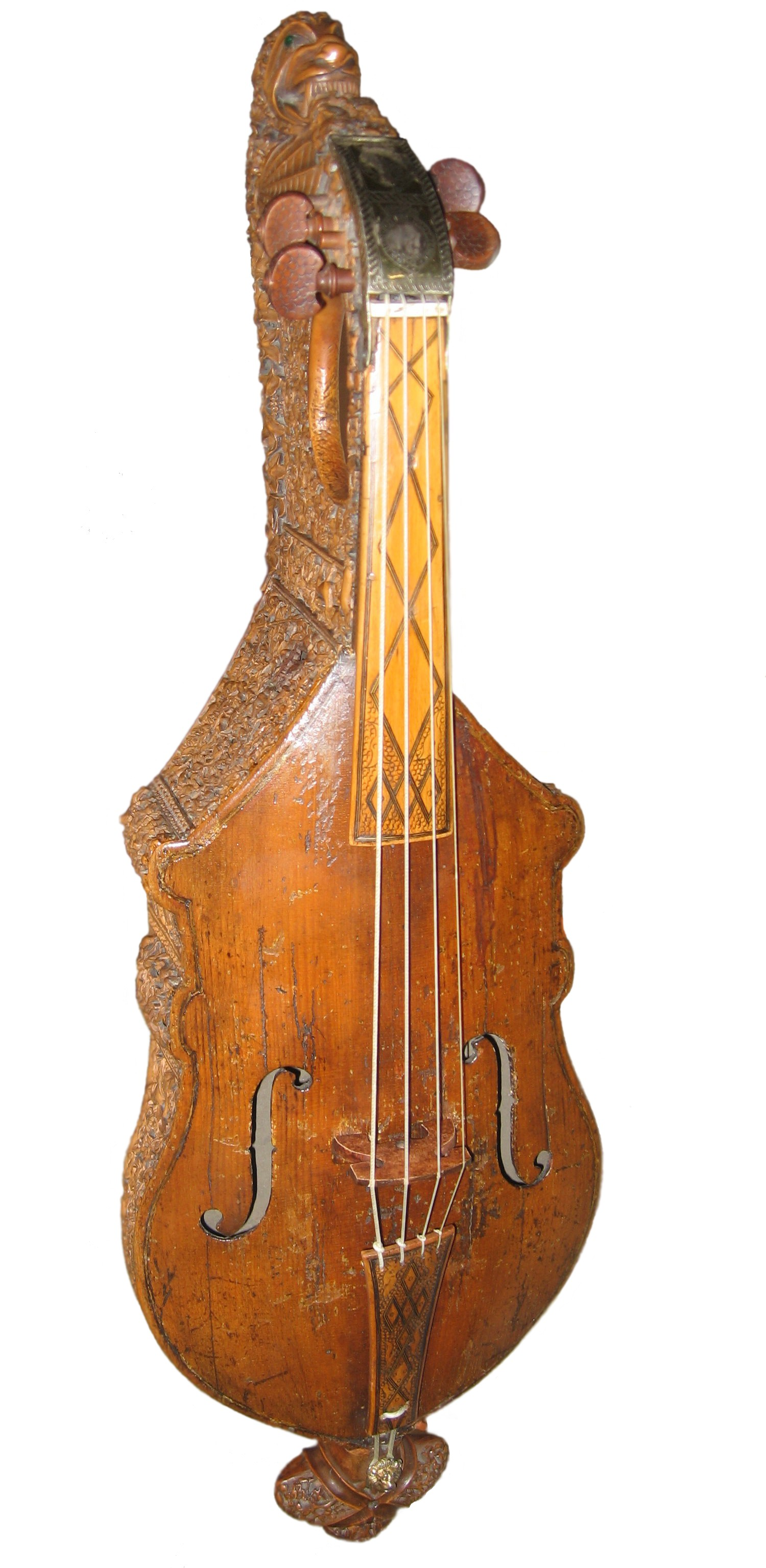
Citole a British Museumban, épült 1300 körül. A tető későbbi pótlás

1200 és 1350 között már elég sok adat van a citole-ra, ezek azt mutatják, hogy a Földközi-tenger vidékéről a hangszer fokozatosan terjedt észak felé. Kérdéses, hogy ez a folyamat Itáliából, vagy spanyol földről indult-e ki. Az itáliai eredet mellett szól Benedetto Antelami pármai szobra, amely a legkorábbi pontos és jól datálható citole-ábrázolás, valamint Johannes Tinctoris közlése, miszerint a hangszer itáliai találmány. A hangszernév ezen kívül lingvisztikailag jobban megfelel az olasz nyelv sajátosságainak, mint a spanyolnak vagy a provanszálnak.
A spanyolok nyilvánvalóan kedvelték a citole-t, a pármai szobron látható „ásóforma” kivételével az összes formaváltozat megtalálható az ikonográfiában, többek között a Cantigas de Santa María daloskönyvben (kb. 1270–1290) is; a 13. századi kasztíliai udvar három citole-muzsikusának a neve is fennmaradt. Spanyolország a hangszer nyugat-európai elterjedésének kézenfekvő kiindulópontja lehetett.
Francia földön a citole-ra való első utalás egy késő 12. századi provanszál nyelvű chanson de geste-ben, a Daurel e Betóban található. Északabbra haladva francia nyelven (langue d’oïl) 1230 körül jelenik meg, és a 13. század végéig gyakran szerepel a citole az irodalomban. A 13–14. századi francia kéziratokban, szobrokon, falfestményeken az „ásóforma” kivételével a hangszer összes formaváltozata megtalálható. Egyre északabbra haladva egy új változat születik: a hangszer vállánál lévő sarkok néha lóhere vagy más formájú „szárnyakban” végződnek.
A német irodalomban a citole 1275 és 1325 között fordul elő, a kölni dómban egy, a strasbourgi dómban három „magyallevél” formájú hangszer faragványa látható a 14. század elejéről. Angliában az 1300-as évektől szerepel a citole gyakran a kéziratok illusztrációiban, szobrokon. Az egyetlen fennmaradt hangszerpéldány is ebben az időben készült Angliában.
A citole a 14. század második felétől kezdte elveszíteni jelentőségét, fokozatosan eltűnt a képzőművészetből, az írók a citole szót már főleg az antik lírákra használták. Ugyanebben az időszakban vált egyre népszerűbbé a guiterne, ami méretében, húrjainak számában hasonlít a citole-hoz. Itáliában, a 15. században a citole-ból fejlődött ki a reneszánsz ciszter.